# Asnières-sur-Saône
Asnières-sur-Saône település Franciaországban, Ain megyében. Lakosainak száma 77 fő (2022. január 1.). Asnières-sur-Saône Boz, Manziat, Ozan, Vésines, Saint-Martin-Belle-Roche és Senozan községekkel határos.

## Népesség
A település népességének változása:
| Lakosok száma | 103  | 95   | 68   | 92   | 69   | 64   | 66   | 76   | 76   | 77   |
|               | 1968 | 1982 | 1990 | 2006 | 2013 | 2015 | 2017 | 2019 | 2020 | 2022 |